# غار واژتسکا

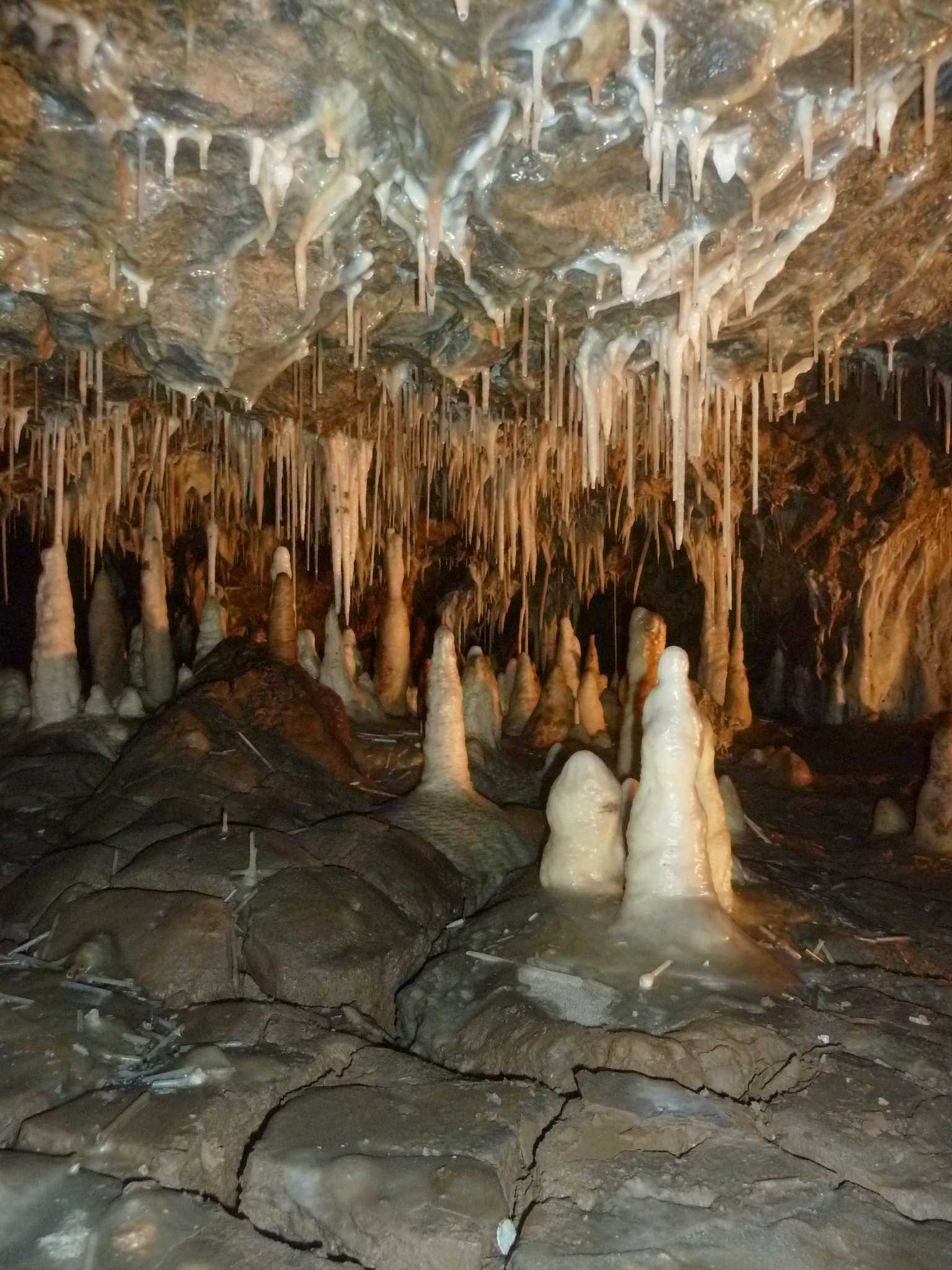
غار واژتسکا

غار واژتسکا (به اسلواکی: Važecká jaskyňaو مجاری: Vázseci-barlang) یک غار چکنده‌سنگ آهکی به طول ۴۰۰ متر و ارتفاع ۷۴۸ متر از سطح دریا است. این غار در نزدیکی روستای واژتس در شهرستان لیپتُو قرار دارد. رودخانه واخ نیز از کنار آن می‌گذرد. این غار در سال ۱۹۲۲ میلادی کشف شد. طول ۲۳۰ متر ار این غار برای بازدید عموم باز است.
اگرچه واژتسکا غاری کوچه به شمار می‌آید؛ اما به خاطر چکنده‌سنگ‌ها و جانوران غاری ساکن در خود، شناخته شده است.